# Saint-Romain-le-Puy
Saint-Romain-le-Puy é uma comuna francesa na região administrativa de Auvérnia-Ródano-Alpes, no departamento de Loire. Estende-se por uma área de 21,14 km². Em 2010 a comuna tinha 4 115 habitantes (densidade: 194,7 hab./km²).